# ليمار
ليمار (بالفارسية: لومار) هي منطقة سكنية تقع في إيران في Shirvan District. يقدر عدد سكانها بـ 2,702 نسمة .